# 盧従史
盧 従史（ろ じゅうし、生年不詳 - 810年）は、唐代の軍人。昭義軍節度使。

## 経歴
江汝二州刺史・秘書監の盧虔の子として生まれた。若くして膂力を誇り、騎射を習い、沢州・潞州のあいだで遊歴した。昭義軍節度使の李長栄に任用されて大将となった。貞元20年（804年）、李長栄が死去すると、従史は検校工部尚書となり、潞州長史・昭義軍節度使・沢潞磁邢洺観察使を兼ねた。勝手気ままで人の道にそむき、部将の妻妾を奪った。従事の孔戡らが直言して諫めたが、従史は聞き入れず、孔戡らは去っていった。父が死去して従史は喪に服すべきところ、朝廷の許可を得ずに復帰した。元和4年（809年）、成徳軍節度使の王士真が死去すると、その子の王承宗が魏博節度使の田季安と結んで反乱を起こした。従史はこれを討つよう憲宗に命じられたが、兵を出してぐずぐずして進まず、ひそかに王承宗と通謀していた。元和5年（810年）、神策中尉の吐突承璀に捕らえられて、長安に護送された。4月、驩州司馬に左遷され、死を賜った。
子の盧継宗ら4人はいずれも嶺南に流された。

## 伝記資料
- 『旧唐書』巻132 列伝第82
- 『新唐書』巻141 列伝第66